# Concordia (Älvsnabbenvraket)
Concordia, även kallat Älvsnabbenvraket, ligger på cirka 20 meters djup i Mysingens södra farvatten. Vraket som länge var oidentifierat uppkallades efter fyndplatsen vid Älvsnabbens södra udde intill Muskö i Stockholms södra skärgård. 
Concordia var ett tyskt handelsfartyg med spannmål i lasten som sannolikt förliste 1754. Hon var en tvåmastad skonert med ett kravellbyggt skrov, 21 meter långt och 5,4 meter brett. Vraket är skrovhelt och mycket välbevarat, endast akterdäcket har blivit sönderbrutet, möjligen efter ett tidigt bärgningsförsök som kanske ägde rum redan på 1700-talet.
Skeppsvraket upptäcktes 1968 ( av Fiskare Tage Björk, var även tillsyningsman på ön Älvsnabben ) och utgrävdes 1974-1980. Efter arkiv- och forskningsstudier av Christian Ahlström i Helsingfors har man kunnat fastställa att det rör sig om skeppet Concordia från Stralsund som förliste under en resa 1754. Vraket ligger inom militärt område under Berga Örlogsbas.